# Zofia Mocarska-Tyc
Zofia Mocarska-Tyc, Mocarska-Tycowa (ur. 1 września 1943 w Brzostowie) – polska historyk literatury, specjalizująca się w literaturze XIX wieku i korespondencji sztuk.

## Życiorys
Córka Stanisława Mocarskiego i Eleonory z domu Polkowskiej. Ukończyła w 1961 Liceum Ogólnokształcące w Grajewie. W 1966 r. obroniła pracę magisterską na Uniwersytecie Mikołaja Kopernika w Toruniu i rozpoczęła tam pracę w charakterze asystenta stażysty. W 1972 obroniła rozprawę doktorską pt. Działalność krytycznoliteracka Teodora Jeske-Choińskiego wobec przełomu antypozytywistycznego, habilitację uzyskała na UMK w 1990 r. na podstawie rozprawy pt. Wybory i konieczności. Poezja Asnyka wobec gustów estetycznych i najważniejszych pytań światopoglądowych. Od 22 października 2007 r. profesor tytularna. W 2011 r. przeszła na emeryturę.
Pracowała na stanowisku kierownika Zakładu Wiedzy o Kulturze Instytutu Literatury Polskiej UMK w Toruń, pracownika Zakładu Literatury Polskiej Romantyzmu i Pozytywizmu. Była promotorem 4 prac doktorskich (J. Bielska-Krawczyk, D. Pniewski, D. Mazur i M. Krajkowski) i recenzentką kilkunastu rozpraw, w tym 3 habilitacyjnych.
W okresie lat 60. i 70. XX w. była aktywa w środowisku Duszpasterstwa Akademickiego oraz Klubu Inteligencji Katolickiej w Toruniu, co spowodowało zainteresowanie jej osobą ze strony Służby Bezpieczeństwa. Z powodu tej działalności SB rozpracowywała Mocarską-Tyc w latach 1980-1986 w ramach kwestionariusza ewidencyjnego o kryptonimie „Telimena”.

## Życie prywatne
Jest żoną Andrzeja Tyca, matematyka z UMK, byłego wojewody toruńskiego (1990–1992) i senatora II kadencji. Oboje z mężem są działaczami Klubu Inteligencji Katolickiej w Toruniu.

## Wybrane publikacje
- Działalność krytycznoliteracka Teodora Jeske-Choińskiego wobec przełomu antypozytywistycznego, Warszawa 1975.
- Wybory i konieczności : poezja Asnyka wobec gustów estetycznych i najważniejszych pytań swoich czasów, Toruń 1990 (wyd. 2 - 2005).
- Temat śmierci w prozie realistów, Lublin 1993.
- Z pogranicza literatury i sztuk [praca zbiorowa], red., Toruń 1996.
- Spotkania w słowie. Szkice literackie, Toruń 1999.
- Bogactwo miłosierdzia w kontekście nauczania Jana Pawła II. Prace młodzieży przygotowane na piątą rocznicę wizyty Ojca Świętego Jana Pawła II w Toruniu, 1999 - 7 czerwca - 2004 [praca zbiorowa], red., Toruń 2004.
- Tropy przymierzy. O literaturze dziewiętnastowiecznej i miejscach jej zbliżeń z malarstwem, Toruń 2005.
- Kolor w kulturze [praca zbiorowa], red., Toruń 2010.